# Lioubov Tolkalina
Lioublov Nikolaïevna Tolkalina, née le 16 février 1978 à Mikhaïlovka, dans l'oblast de Riazan (URSS), est une actrice russe.

## Carrière
Elle fait beaucoup de sport dans sa jeunesse à Riazan. Elle joue dans un théâtre pour enfants et à douze ans interprète Roussalka et Maria dans La Fontaine de Bakhtchisaraï. Elle est maître de sport en natation synchronisée.
Elle termine en 1999 la faculté dramatique VGuiK dans la classe d'Alexeï Batalov. De 1999 à 2003, elle intégrée à la troupe du théâtre de l'Armée russe de Moscou. De 2003 à 2007, elle travaille dans la compagnie du théâtre de l'Empire des Étoiles. Elle tourne dans plusieurs clips publicitaires et des longs métrages. On la remarque dans Je t'aime, toi en 2004. Elle partage la vie de Iegor Kontchalovski (fils du réalisateur Andreï Kontchalovski), dont elle a une fille en 2001, Maria.